# Willem Bartsius
Willem Bartsius (Enkhuizen, 1612 - aldaar, 1657) was een Nederlands kunstschilder uit de Gouden Eeuw.

## Biografie

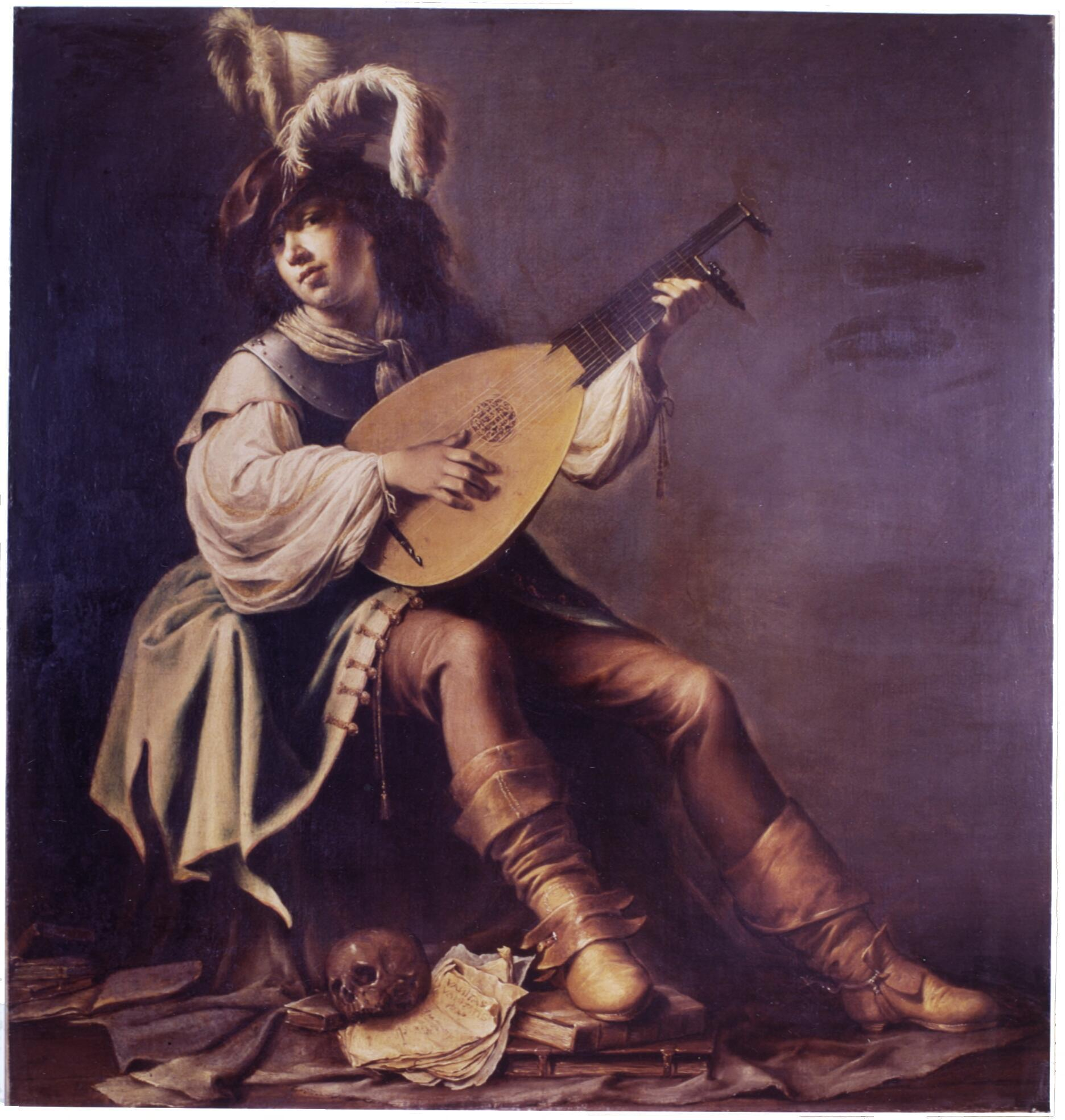
De luitspeler met een schedel en boeken

Bartsius was de zoon van Paulus Bertius, secretaris te Enkhuizen. Zijn moeder was een afstammeling van het huis Egmont. Volgens Arnold Houbraken was de zuster van Bartsius de moeder van de schilder Paulus Potter.
Bartsius was lid van de Sint-Lucasgilde te Alkmaar in 1634 waar hij leraar was van Abraham Meyndertsz. In 1636 verhuisde Bartsius naar Amsterdam waar hij ten minste tot 1639 verbleef.
Hij schilderde zowel landschappen als portretten, waaronder een schutterstuk uit 1634 te Alkmaar.
- Biografisch Portaal: 05491432
- Digitale Bibliotheek voor de Nederlandse Letteren: bart030
- Gemeinsame Normdatei: 139322868
- International Standard Name Identifier: 0000 0000 8283 536X
- Nederlandse Thesaurus van Auteursnamen: 330148958
- RKD-Nederlands Instituut voor Kunstgeschiedenis: 4816
- Union List of Artist Names: 500004116
- Virtual International Authority File: 95705659
- WorldCat: E39PCjwHDyGvVXJ6pb7tt4gGwP